# Paradoxididae
A Paradoxididae a háromkaréjú ősrákok (Trilobita) osztályának a Redlichiida rendjéhez, ezen belül a Redlichiina alrendjéhez tartozó család.

## Tudnivalók
A Paradoxididae egy Redlichiida-család a középső kambriumból. A család tagjai eléggé nagyra megnőttek, a 30 centimétert is elérik. Maradványaikat az egész világon meg lehet találni: Újfundlandon, Svédországban, Csehországban és Marokkóban. A Paradoxididae-fajok aljzatlakók voltak.

## Rendszerezés
A családba az alábbi nemek tartoznak:
- Acadoparadoxides
- Anabaraceps
- Anabaraspis
- Bajanaspis
- Eccaparadoxides
- Hydrocephalus
- Paradoxides
- Plutonides
- Primoriella
- Rejkocephalus
- Schagonaria
- Schoriina

### Fordítás
Ez a szócikk részben vagy egészben  a   Paradoxididae című angol Wikipédia-szócikk fordításán alapul.  Az eredeti cikk szerkesztőit annak laptörténete sorolja fel. Ez a jelzés csupán a megfogalmazás eredetét és a szerzői jogokat jelzi, nem szolgál a cikkben szereplő információk forrásmegjelöléseként.